# 卡尔·费弗尔-维登布鲁赫

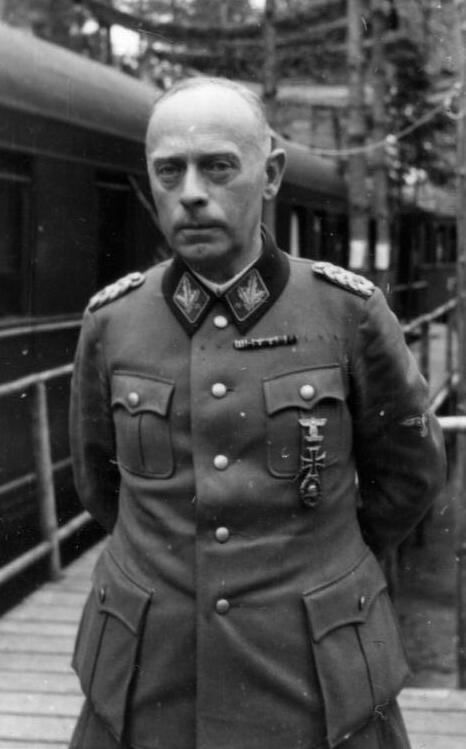
卡尔·费弗尔-维登布鲁赫

卡尔·费弗尔-维登布鲁赫（Karl Pfeffer-Wildenbruch，1888年6月12日—1971年1月29日）是一位納粹德國党卫队和秩序警察部門的官员，曾在党卫队全国领袖个人参谋部任職。第二次世界大战期间，他曾指挥親衛隊第4師、親衛隊第6軍、親衛隊第9軍，而且获颁騎士鐵十字勳章。
1944年12月24日至1945年2月11日间，他在布達佩斯圍城戰中指挥親衛隊第9軍。他在试图从布达佩斯突围时，他身负重伤，被苏军俘获。1949年8月10日，他被判处25年监禁。1955年9月，西德总理康拉德·阿登纳和苏联部长会议主席尼古拉·布尔加宁达成协定，蘇聯將约10000名德国战俘和战犯移交給西德，其中就包括费弗尔-维登布鲁赫。1971年1月29日，费弗尔-维登布鲁赫因在比勒费尔德遭遇车祸而死。